# NGC 3798
NGC 3798 est une galaxie lenticulaire située dans la constellation du Lion. NGC 3798 a été découverte par l'astronome germano-britannique William Herschel en 1785.

## Caractéristiques
NGC 3798 présente une large raie HI et c'est une galaxie active de type Seyfert 1.

### Distance
Sa vitesse par rapport au fond diffus cosmologique est de 3 881 ± 22 km/s, ce qui correspond à une distance de Hubble de 57,2 ± 4,0 Mpc (∼187 millions d'al).
À ce jour, une mesure non basée sur le décalage vers le rouge (redshift) donne une distance d'environ 33,200 Mpc (∼108 millions d'al). Cette valeur est loin à l'extérieur des valeurs de la distance de Hubble.

## Groupe de NGC 3798
Selon A.M. Garcia dans un article publié en 1993 et Abraham Mahtessian dans un article publié en 1998, NGC 3798 fait partie d'un trio de galaxies qui porte son nom. Les deux autres galaxies du groupe de NGC 3798 sont NGC 3812 et NGC 3815.
Il est étonnant que la galaxie NGC 3814 n'ait pas été incluse dans ce groupe. Elle est très rapprochée de NGC 3815 et sa distance Hubble de 57,4 Mpc est presque la même que la moyenne du groupe, soit 58,0 Mpc.